# Anna Tanzini
Anna Luisa Tanzini, née le 14 juillet 1914 à Pavie, est une gymnaste artistique italienne.

## Carrière
Anna Tanzini remporte aux Jeux olympiques d'été de 1928 à Amsterdam la médaille d'argent du concours général par équipes féminin avec Bianca Ambrosetti, Lavinia Gianoni, Luigina Perversi, Diana Pizzavini, Luigina Giavotti, Carolina Tronconi, Ines Vercesi, Rita Vittadini, Virginia Giorgi, Germana Malabarba et Carla Marangoni.